# Austromarksizm

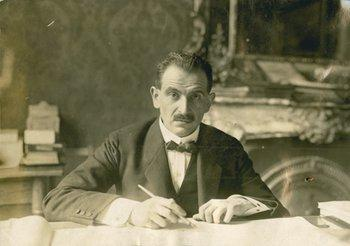
Otto Bauer (1919)

Austromarksizm – nurt filozofii marksistowskiej utworzony przez austriackich socjaldemokratów na początku XX w. Austromarksisci akceptowali główne założenia marksizmu, ale nie zgadzając się z marksistowskim materializmem starali się go połączyć z neokantyzmem. Kładli duży nacisk na kwestię autonomii kulturalno-narodowej, którą uważali za środek mający zaradzić problemom narodowościowym targającym Monarchię Austro-Węgierską. Zwracali uwagę na kwestie szerokich kompetencji władz samorządowych, ochrony praw człowieka, nie wykluczając jednocześnie dyktatury proletariatu jako metody budowania socjalizmu. Podczas rewolucji październikowej w większości sprzeciwili się dyktaturze bolszewików. Wywarli pewien wpływ na austriacki neopozytywizm.

## Główni przedstawiciele[1]
- Max Adler
- Otto Bauer
- Rudolf Hilferding
- Karl Renner
- Friedrich Adler